# گارون آقاجانیان
گارون واغیناکی آقاجانیان (ارمنی: Գարուն Վաղինակի Աղաջանյան؛  زادهٔ ۱۵ مارس ۱۹۵۲) نویسنده، زیست‌شناس اهل ارمنستان بود.

## زندگی‌نامه
وی در ۱۵ مارس ۱۹۵۲ در ایروان به دنیا آمد . وی عضو اتحادیه نویسندگان ارمنستان (۱۹۹۵) است

## یادداشت
1. ↑  Կենսաբանական գիտությունների թեկնածու